# Alsó-Tisza hullámtér
Alsó-Tisza hullámtér este o arie protejată (arie specială de conservare — SAC, sit de importanță comunitară — SCI) din Ungaria întinsă pe o suprafață de 7.929,6 ha, integral pe uscat.

## Localizare
Centrul sitului Alsó-Tisza hullámtér este situat la coordonatele 46°32′05″N 20°09′41″E / 46.534722°N 20.161389°E.

## Înființare
Situl Alsó-Tisza hullámtér a fost declarat sit de importanță comunitară în mai 2004 pentru a proteja 18 specii de animale. Situl a fost protejat și ca arie specială de conservare în februarie 2010.

## Biodiversitate
Situată în ecoregiunea panonică, aria protejată conține 5 habitate naturale: Râuri cu maluri nămoloase cu vegetație de Chenopodion rubri p.p. și Bidention p.p., Ape stătătoare oligotrofe până la mezotrofe, cu vegetație de Littorelletea uniflorae și/sau de Isoëto-Nanojuncetea, Păduri aluvionare cu Alnus glutinosa și Fraxinus excelsior (Alno-Padion, Alnion incanae, Salicion albae), Lacuri eutrofice naturale cu vegetație de tip Magnopotamion sau Hydrocharition, Pajiști aluvionare inundabile, de Cnidion dubii.
La baza desemnării sitului se află mai multe specii protejate:
- amfibieni (2): buhai de baltă cu burta roșie (Bombina bombina), triton cu creastă dobrogean (Triturus dobrogicus)
- mamifere (2): vidră de râu (Lutra lutra), liliac de iaz (Myotis dasycneme)
- nevertebrate (3): Cucujus cinnaberinus, fluturele purpuriu (Lycaena dispar), Ophiogomphus cecilia
- pești (10): avat (Aspius aspius), zvârluga (Cobitis taenia), romanogobio albipinnatus (Gobio albipinnatus), Gymnocephalus baloni, răspăr (Gymnocephalus schraetzer), țipar (Misgurnus fossilis), săbiță (Pelecus cultratus), boarță (Rhodeus sericeus amarus), dunăriță (Sabanejewia aurata), pietrar (Zingel zingel)
- reptile (1): țestoasa de baltă (Emys orbicularis)

Pe lângă speciile protejate, pe teritoriul sitului au mai fost identificate 7 specii de plante, 9 specii de amfibieni, 8 specii de mamifere, 8 specii de nevertebrate, 4 specii de pești.